# Pjotr Kraska

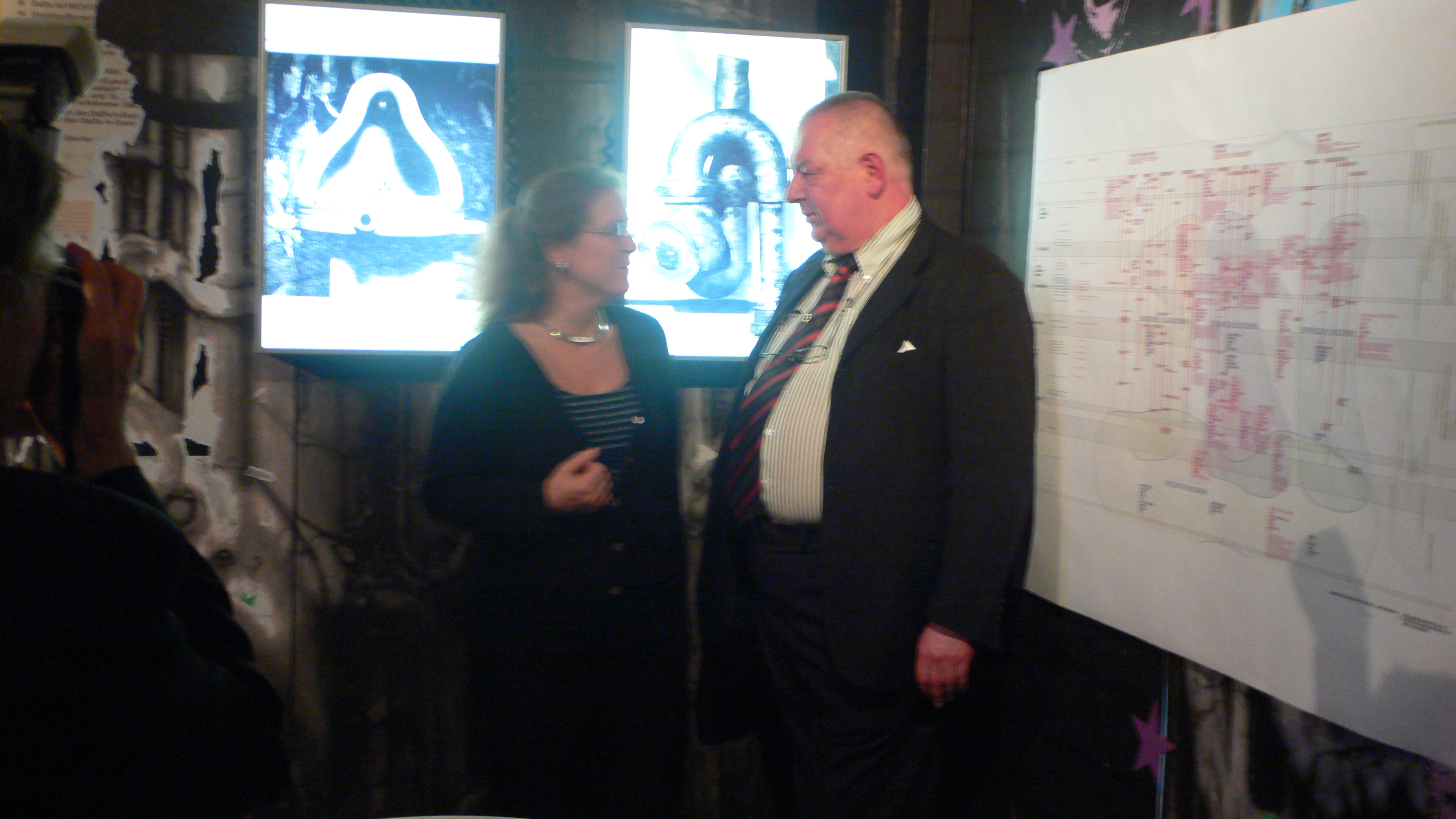
Präsentation von Kraskas «Nr. 1» im «Jahre 7», Cabaret Voltaire, Zürich

Pjotr Kraska, eigentlich Peter Johannes Kraska, mit Künstlernamen auch Kraska rex (* 22. Februar 1946 in Zürich; † 5. September 2016; heimatberechtigt in Adliswil), war ein Schweizer Aktionskünstler, Schriftsteller, bildender Künstler, Behördenkritiker und Zürcher Stadtoriginal.
In den späten Sechzigerjahren trat er, zum Teil zusammen mit Dieter Meier, in experimentellem Theater und in Avantgardeshows auf, die das damalige Bürgertum aufschreckten. Sein das Sprechen und Schreiben reflektierendes Buch Der grosse Wurf. Ein Gedicht (1978/79) wurde teilweise begeistert besprochen. 1980 erklärte er sich zum «König von Zürich und Bilbao, Herrscher des Zen- und A-Zentrischen Reichs» und focht fortan einen erbitterten, aber erfolglosen Streit um das Gratisfahren auf dem Netz der Verkehrsbetriebe Zürich.

## Leben
Kraska, Sohn ostpreussischer Eltern,  wuchs als drittes von vier Kindern in Oberleimbach (Adliswil) auf. Nach der Matura, die er an der appenzell-ausserrhodischen Kantonsschule in Trogen ablegte, wurde er Schauspieler. Später wohnte er in der Zürcher Altstadt im Niederdorf.

## Schaffen und Wirken

### Als Aktionskünstler
1966 begann Kraska, experimentelle Theaterstücke zu schreiben und aufzuführen. Seinen ersten öffentlichen Auftritt hatte er anlässlich der Aufführung von Ladislav Kupkovičs Písmená («Sprachlaute») des Kammersprechchors Zürich in Fred Barths Stück Forumkonzert. 1968 gründete der 22-Jährige das Wath-Tholl-Theater, mit dem  er noch im gleichen Jahr das Dunkelkammerstück aufführte:

«Zu bewundern sind in dem pausenlosen zweieinhalbstündigen Dunkelkammerstück die sich durch nichts beirren lassende Konzentration der Akteure, die Konsequenz, mit der gegen das offen einige Verständnislosigkeit bekundende Publikum angespielt wird, vor allem aber die geradezu virtuose Führung eines – wenn man so sagen darf – musikalisch empfundenen Bogens, dem sich der Text unterordnet. […] Sein [Kraskas] Problem ist ja – und er würgt es in diesem Stück, in diesem Albtraum, in jedenfalls ärgerlicher Weise aus sich heraus – die Beziehungslosigkeit, das Tappen im Stockdunkeln. […] Muß denn diese künstlerisch unzulängliche Auseinandersetzung mit dem, was einen sensiblen jungen Mann heute bedrängen mag, in der Oeffentlichkeit und auf einer Bühne geschehen?»

1969 nahm Kraska mit dem Wath-Tholl-Theater an der unter anderem in München, Zürich und Köln aufgeführten Avantgardeshow Underground Explosions teil, zusammen mit den Rockgruppen Amon Düül und Guru Guru Groove, den Bayern Paul und Limpe Fuchs alias Anina mit experimenteller Urschreimusik sowie den Wiener Performancekünstlern Valie Export und Peter Weibel. Die vom Zürcher Konzeptkünstler Dieter Meier und dem Münchner Filmaktivisten Karlheinz Hein organisierte Show, in der Studentenrevolte, Poprevolte und Avantgarde-Kultur kulminierten, wuchs sich zu einem handfesten Skandal aus. Der Spiegel widmete dem Anlass nach dem Auftritt im Münchner Circus Krone eine ganze Seite, und im Zürcher Volkshaus führte er zu Panik und Chaos. Über Kraska schrieb der Spiegel:

«Nach Stammesweise lebt auch das „Wath-Tholl“-Theater des Züricher Schauspielers Pjotr Kraska, 22. Der Zwölfertrupp, Alter zwischen 16 und 24, Beruf zwischen Student und Spengler, hat in einem andalusischen Bauernhof überwintert und an seinem Stil gefeilt.
 Mit tierischen Schreien trat nun die Kraska-Sippe im Zirkus Krone an, attackierte sich in Kampfballetten und ekstatischen Blocksberg-Umarmungen. Kraska, der seine Hosen  als Notizblock nutzt, will so die „Einheit zwischen Geist und Körper“ erzielen; als ein Zuschauer ein Kraska-Mädchen küßte, stürzte es, wie vom Blitz berührt, zu Boden.»

Auch später noch trat Kraska als Aktionskünstler auf. So lud er etwa 1982 zu einer «schlichten monarchisch-klerikalen Feier» auf die Zürcher Pestalozziwiese, an der Kristin T. Schnider «Haare lassen» sollte, wie angekündigt wurde – anscheinend mit wenig Publikumserfolg:

„Jetzt ist Kristin T. Schneider nicht mehr schwarzhaarig und nicht mehr Dichterin, sondern kahl und, wie man vernimmt, erster Hofdichter an Kraskas Geistesmonarchie. Und ab ziehen die Akteure. Das verehrte Publikum sinkt ins Gras und in die Langeweile zurück.“

### Als Schriftsteller
Ab den 1970er-Jahren verlegte sich Kraska zunehmend auf das Schreiben und betätigte sich als Publizist. 1978/1979 erschien sein erstes Buch Der grosse Wurf. Ein Gedicht, das von einem Teil der Kritiker begeistert besprochen und 2000 neu aufgelegt wurde:
1981 folgte die Novelle Der Tod in Neapel, 1982 der Roman Die Hand im Klong, und Buddha lächelt ewig. Kraska publizierte überdies mehrfach in der Neuen Zürcher Zeitung über Stierkampf und Flamenco.

### Als bildender Künstler

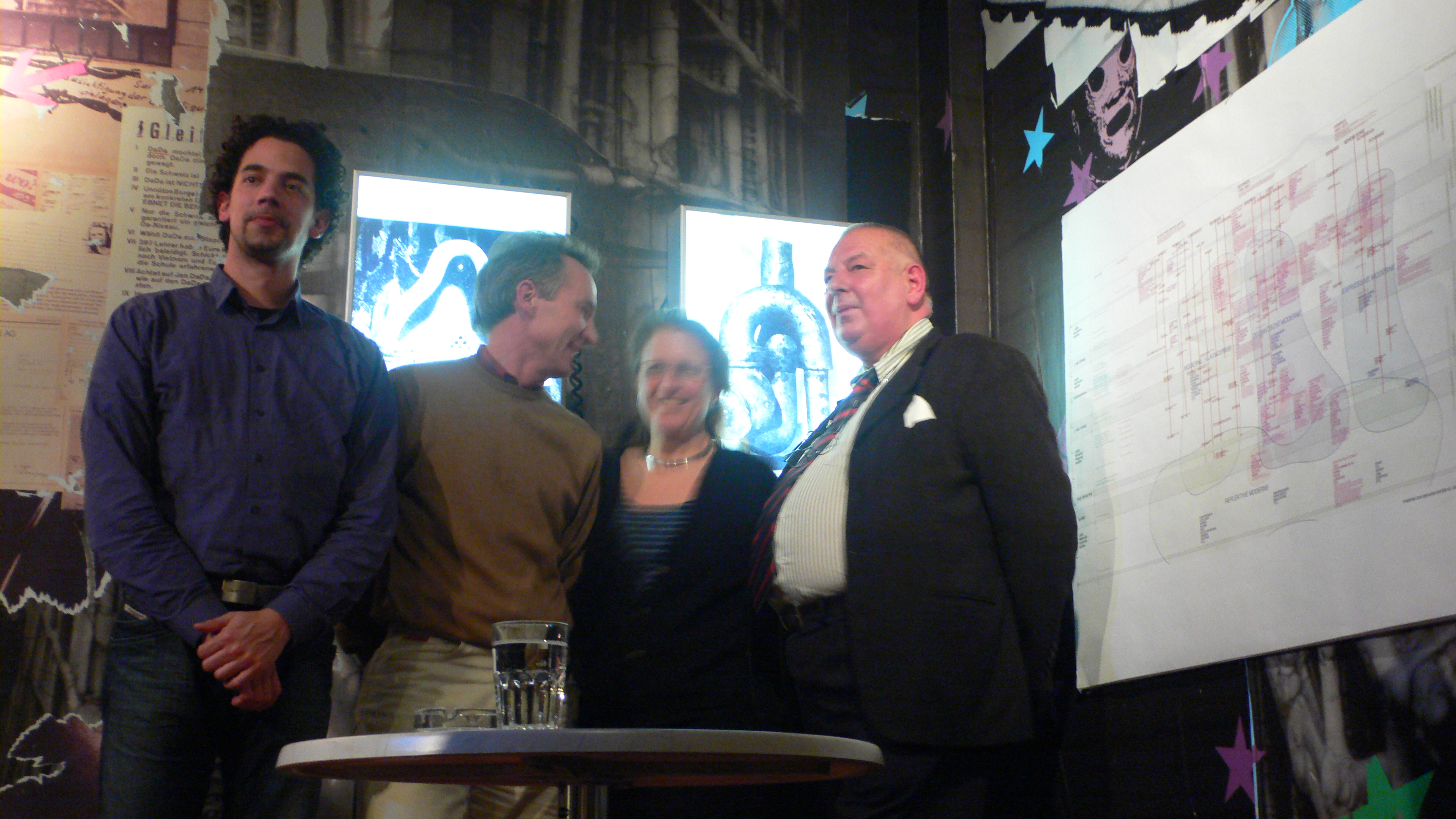
Kraska und Adrian Notz im Cabarett Voltaire, Zürich

Zum Kunsthaus Zürich pflegte er ein ambivalentes Verhältnis. Für die Ausstellung Dada Global (1994) durfte er als «zeitgenössischer Vertreter des Dadaismus» eine Vitrine gestalten; 2013 erwarb das Kunsthaus zwei von Kraska bemalte Schweizer Banknoten, und die Museumsbibliothek besitzt eine vollständige Sammlung der Hofnachrichten. Umgekehrt weigerte es sich, das von Peter Fischli gestaltete «Königswappen» in die Fischli/Weiss-Retrospektive aufzunehmen, worauf Kraska es in einer öffentlichen Inszenierung vor dem Kunsthaus verbrannte.
Zuletzt vermachte Kraska dem Kunsthaus seine Urne mit der Asche – ein Geschenk, das von diesem jedoch nicht angenommen wurde.

### Als «König» und Behördenkritiker
Während der Zürcher Jugendunruhen von 1980 erklärte sich Kraska zu «Seiner Majestät König Kraska von Zürich und Bilbao, Herrscher des Zentrischen und A-Zentrischen Reichs». Im Rhythmus von neun Monaten gab er während dieser Zeit die Offiziellen Hofnachrichten der Krone heraus. In dieser Hochglanz-Zeitschrift druckte er unter anderem Ausschnitte aus seinen zahlreichen Streitigkeiten vor Gericht ab, schrieb Anleitungen für die Herstellung von Blanko-Stempelkarten, verklärte den spanischen Stierkampf und rundete alles mit zahlreichen Photographien von sich und seinen Getreuen ab. 2015 legte er die «Krone» nieder.
In den Achtziger- und Neunzigerjahren legte er sich mit den Verkehrsbetrieben Zürich und dem zuständigen Stadtrat Jürg Kaufmann an: Der «König» nahm für sich das Recht heraus, ohne Billett zu fahren, erklärte sich zum «Grünfahrer» («im Dienste der Umwelt») und focht durch alle Gerichtsinstanzen einen erbitterten Streit, bis 1987 das Bundesgericht eine Strafe von dreissig Tagen Gefängnis bestätigte; in einem weiteren Prozess verurteilte das Bezirksgericht Zürich Kraska «wegen fortgesetzten Erschleichens einer Leistung» zu drei Monaten Gefängnis unbedingt.. Den Zürcher Stadtrat Jürg Kaufmann verklagte Kraska erfolglos wegen «Beschimpfung», da ihn dieser in der Zeitschrift Bonus 24 als «totalen Spinner» bezeichnet hatte. Kraskas Verteidigerin war zeitweilig die politisch engagierte Rechtsanwältin Barbara Hug, die auch etwa den «Ausbrecherkönig» Walter Stürm, den «Sprayer von Zürich» Harald Naegeli und den mutmasslichen Terroristen Giorgio Bellini vor Gericht vertreten hatte.

## Rezeption
Kraskas Schaffen und Wirken war, wie die oben eingestreuten Zitate zeigen, umstritten. In einem Résumé schrieb der Tages-Anzeiger 2014: 

«Tatsächlich griff König Kraska mit Dieter Meier und anderen Dadaisten auf, was die Sechzigerjahre bewegt hatte: die Befreiung aus der Autorität und den bürgerlichen Moralvorstellungen. Heute sind die Kunst und die Themen des mittlerweile 67-Jährigen überholt. Der Bürgerschreck ist zum Beamtenschreck verkommen.»

Sein Wirken als Kunstschaffender trat in der öffentlichen Wahrnehmung zunehmend in den Hintergrund, und ab den 1980er-Jahren stand sein hartnäckiger Kampf für die kostenlose Benutzung des öffentlichen Verkehrs im Zentrum («Schwarzfahrer-König»), der alle Gerichtsinstanzen beschäftigte. Für den Beobachter war Kraska deshalb «ein prominentes Exemplar des Typus des modernen Widerständlers».
In den 2016 veröffentlichten Nachrufen wurde Kraska in erster Linie als Stadtoriginal gezeichnet.

## Publikationen, Kunstschaffen (Auswahl)
Bücher
- Der grosse Wurf. Ein Gedicht. [Stähli], [Zürich] [1978] und Keller & Wahl, Zürich 1979, ISBN 3-7194-0010-7.[25] – Neuauflage bei edition 8, Zürich 2000, ISBN 978-3-85990-061-5.
- Der Tod in Neapel. Novelle. eco-Verlag, Zürich 1981 (Literatheke 10), ISBN 3-85637-045-5.
- Die Hand im Klong, und Buddha lächelt ewig. Wegweisender Roman. eco-Verlag, Zürich 1982 (Literatheke 17), ISBN 3-85637-051-X.

Artikel
- (zusammen mit Krista Heuberger:) Die edle Lust am Tode. Ein Bericht von der Feria de abril in Sevilla. In: Neue Zürcher Zeitung, 23./24. Mai 1981, S. 84–86.
- El grito desgarrador. Wesen und Faszination der Flamenco-Kultur. In: Neue Zürcher Zeitung, 30./31. Januar 1988, S. 86–88.

Zeitschrift
- Offizielle Hofnachrichten der Krone. Hrsg. vom Beauftragten der Krone für Presse und Information [M. Walker], später vom Ministerium der Krone für das Medienwesen [J. L. Keller], Stäfa bzw. Zürich 1985–2015.[26]

Kunstschaffen
- 1968: Dunkelkammerstück (Eigenproduktion mit dem Wath-Tholl-Theater) in Zürich.
- 1969: Teilnahme mit dem Wath-Tholl-Theater an der Avantgardeshow Underground Explosion in München, Zürich, Köln u. a.
- 1994: Teilnahme an der Ausstellung Dada Global im Kunsthaus, Zürich.
- Dada handliCH – kurz + gut und Kein Kraska – ein Giacometti. Bearbeitete 50-Franken-Note und bearbeitete 100-Franken-Note (zwei gerahmte Collagen), 2013 von der Zürcher Kunstgesellschaft für das Kunsthaus Zürich erworben.[27]

## Fussnoten
1. 1 2 3 4  Ev Manz: Zürichs König ist von dieser Welt. In: Tages-Anzeiger, 9. September 2016, S. 19 (online unter dem Titel Der König von Zürich ist tot).
2. ↑  Gemäss Kraskas Fahrzeugausweis, abgebildet (als mit der Unterschrift von Andy Warhol versehenes Kunstobjekt) in der Onlineversion von Ev Manz: Der König von Zürich ist tot. Der selbst ernannte Monarch der Limmatstadt, Seine Majestät König Pjotr Kraska von Zürich und Bilbao, ist verstorben. In: Tages-Anzeiger online, 8. September 2016, S. 19.
3. ↑  Anke Hees: Kraska, Pjotr (Peter). In: Deutsches Literatur-Lexikon. Biographisch-bibliographisches Handbuch. 3., völlig neu bearbeitete Auflage. Ergänzungsband V. Saur, Bern/München 1998, Sp. 526.
4. ↑  Ev Manz: Zürichs König ist von dieser Welt. In: Tages-Anzeiger, 9. September 2016, S. 19; Lorenz Steinmann: «Edel sei der Mensch, hilfreich und gut!» In: Züriberg sowie Zürich 2, 15. September 2016, S. 20.
5. 1 2  Wilfrid Spinner: Theater der Finsternis. Die Unkunst, das Publikum zum Mitspielen zu bewegen. In: Neue Zürcher Zeitung, 16. Juni 1968, S. 25.
6. ↑  Christoph Wagner: «Underground Explosion.» Der Krieg findet im Saal statt. In: WOZ. Die Wochenzeitung, 23. April 2009, S. ?
7. ↑  «Exhibitionisten an die Front.» Spiegel-Reporter Fritz Rumler über die Münchner «Underground Explosion». In: Der Spiegel, 21. April 1969, S. 194.
8. ↑  Sigi Schär: Gegen die Langeweile. S. M. Kraska hält Hof. In: Neue Zürcher Zeitung, 24./25. Juli 1982, S. 31 f.
9. ↑  Kurt Weisshaupt: Wörter, Sätze und Leerstellen. Pjotr Kraska in der Braustube Hürlimann, Zürich. In: Neue Zürcher Zeitung, 2. Mai 1978, S. 38. – Eine Besprechung von Henri R. Paucker: Was soll’s? «Der grosse Wurf» von Pjotr Kraska in der Neuen Zürcher Zeitung vom 7. August 1979, S. 25 f. fiel dann allerdings negativ aus.
10. ↑  Negative Besprechung einer früheren Buchversion von Kurt Weisshaupt: Ueber Gängiges und Un-Gängiges zu Neapel. Pjotr Kraska im Literaturpodium der Stadt Zürich. In: Neue Zürcher Zeitung, 31. März / 1. April 1979, S. 40.
11. ↑  Pjotr Kraska, Krista Heuberger: Die edle Lust am Tode. Ein Bericht von der Feria de abril in Sevilla. In: Neue Zürcher Zeitung, 23/24. Mai 1981, S. 84–86; Pjotr Kraska: El grito desgarrador. Wesen und Faszination der Flamenco-Kultur. In: Neue Zürcher Zeitung, 30./31. Januar 1988, S. 86–88; Pjotr Kraska: Der Picasso des Gesangs. Zum Tod von José Monje Cruz. In: Neue Zürcher Zeitung, 7. Juli 1992, S. 9.
12. ↑  Jahresbericht 2013 der Zürcher Kunstgesellschaft, o. O. [2014], S. 47 und 91 (online).
13. ↑  Traueranzeige von Peter Johannes Kraska rex in der Neuen Zürcher Zeitung vom 8. September 2016.
14. ↑  Im Jahresbereicht 2016 der Zürcher Kunstgesellschaft fehlt jedenfalls jeder Hinweis (online).
15. ↑  Philippe Zweifel und andere: Sie störten die Schweiz. In: Tages-Anzeiger, 26. Juni 2014, S. 8; Alois Feusi: Der König ist tot. Pjotr Kraska macht sein eigenes Ableben in Todesanzeige bekannt. In: Neue Zürcher Zeitung, 9. September 2016, S. 20.
16. ↑  ap: Gefängnisstrafe für Schwarzfahrer-«König». In: Neue Zürcher Zeitung, 12. August 1987, S. 46; ap: Drei Monate Gefängnis für Schwarzfahrer-«König». In: Neue Zürcher Zeitung, 1. Dezember 1987, S. 54. – Ev Manz: Zürichs König ist von dieser Welt. In: Tages-Anzeiger, 9. September 2016, S. 19 spricht in ihrem Nachruf hingegen von «Weissfahrer».
17. ↑  ap: Drei Monate Gefängnis für Schwarzfahrer-«König». In: Neue Zürcher Zeitung, 12. August 1987, S. 46
18. ↑  ap: Gefängnisstrafe für Schwarzfahrer-«König». In: Neue Zürcher Zeitung, 1. Dezember 1987, S. 54.
19. ↑  Peter Zimmermann: Die Majestätsbeleidigung. Stadtrat Kaufmann freigesprochen. In: Neue Zürcher Zeitung, 11. März 1992, S. 57.
20. ↑  Marcel Gyr: Die Strafverteidigerin Barbara Hug gestorben. Politisch motivierte Rechtsanwältin. In: Neue Zürcher Zeitung, 20. September 2005, S. 53.
21. ↑  Philippe Zweifel und andere: Sie störten die Schweiz. In: Tages-Anzeiger, 26. Juni 2014, S. 8.
22. ↑  ap: Gefängnisstrafe für Schwarzfahrer-«König». In: Neue Zürcher Zeitung, 12. August 1987, S. 46; ap: Drei Monate Gefängnis für Schwarzfahrer-«König». In: Neue Zürcher Zeitung, 1. Dezember 1987, S. 54.
23. ↑  Adrian Schmid: Beamtenschrecks: Einsame Kämpfer für eine bessere Welt. In: Beobachter 1, 2000, S. 28.
24. ↑  Alois Feusi: Der König ist tot. Pjotr Kraska macht sein eigenes Ableben in Todesanzeige bekannt. In: Neue Zürcher Zeitung, 9. September 2016, S. 20; Ev Manz: Zürichs König ist von dieser Welt. In: Tages-Anzeiger, 9. September 2016, S. 19; Lorenz Steinmann: «Edel sei der Mensch, hilfreich und gut!» In: Züriberg sowie Zürich 2,15. September 2016, S. 20.
25. ↑  Angaben gemäss Katalog der Zentralbibliothek Zürich.
26. ↑  Angaben gemäss Katalog der Zentralbibliothek Zürich und Katalog der Schweizerischen Nationalbibliothek.
27. ↑  Jahresbericht 2013 der Zürcher Kunstgesellschaft, o. O. [2014], S. 47 und 91 (online); die Namen der Collagen gemäss Lorenz Steinmann: «Edel sei der Mensch, hilfreich und gut!». In: Züriberg sowie Zürich 2, 15. September 2016, S. 20, wo mit «2014» ein falsches Erwerbsjahr angegeben ist.

| Personendaten    | Personendaten                                                                                             |
| ---------------- | --- |
| NAME             | Kraska, Pjotr                                                                                             |
| ALTERNATIVNAMEN  | Kraska, Peter Johannes; Kraska rex                                                                        |
| KURZBESCHREIBUNG | Schweizer Aktionskünstler, Schriftsteller, bildender Künstler, Behördenkritiker und Zürcher Stadtoriginal |
| GEBURTSDATUM     | 22. Februar 1946                                                                                          |
| GEBURTSORT       | Zürich |
| STERBEDATUM      | 5. September 2016                                                                                         |